# イルカンジ症候群
イルカンジ症候群（イルカンジしょうこうぐん）は、オーストラリア近海に生息するイルカンジクラゲ（Carukia barnesi）に刺されることによって起こる症状の総称。1952年にHugo Fleckerによって、アボリジニのイルカンジ部族にちなんで命名された。

## 症状

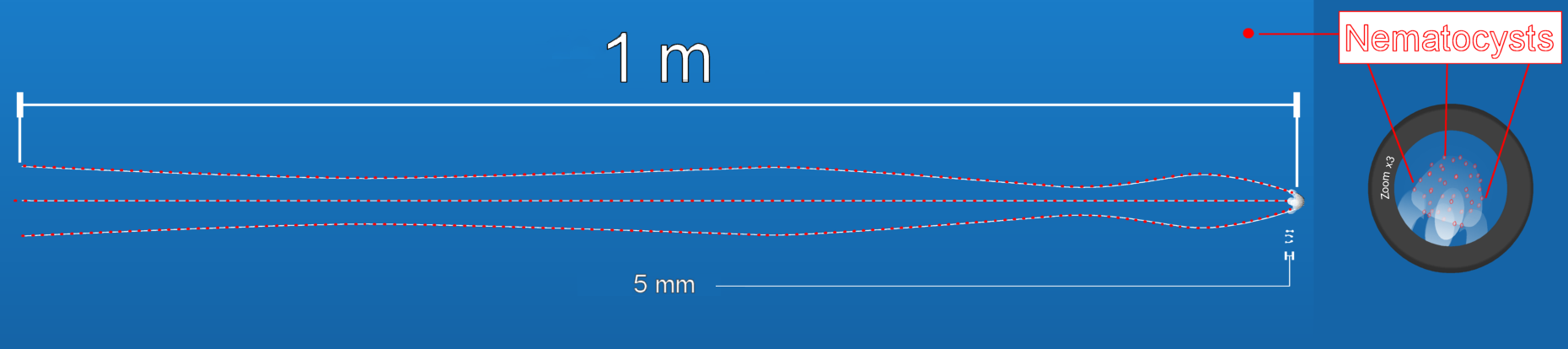
イルカンジクラゲのサイズ
本体は12～25mm程だが、触手が1メートルに及ぶ

イルカンジクラゲに刺されると背中・胸の激痛、最高血圧が300近くにもなる急激な血圧上昇、強い精神不安などの症状が起こり、死亡することもある。このときの痛みは凄まじくモルヒネも効果が無い。男性では持続的な勃起を引き起こすこともある。血圧上昇にはニトログリセリンの舌下スプレー噴霧、疼痛には硫酸マグネシウムの投与が行われる。